# 월터 (남성 프로레슬링 선수)
월터(Walter, 1988년 8월 20일 ~ )는 남자 오스트리아의 프로레슬링선수다. 키는 194cm(6 ft 4 in)에다가 몸무게는 119kg(262 lb)이다. 예전에는 135kg(297 lb)나가지만 16kg 감량을 해서야 조금 살이 빠진거 같다. 현재 WWE NXT/WWE 링네임은 군터(Gunther)이다. 피니쉬는 ,크로스페이스, 힐 훅, 에스티에프(스탭오버 토홀드 페이스락), 파워밤, 다이빙 스플래쉬, 스피닝 사이드 슬램, 래리어트, 고질라 클러치(리어 네이키드 초크), 라스트 삼포니(싯아웃 파워슬램)으로 기술을 사용한다. 그러나 이번엔 666일 WWE 월드 인터콘티넨탈웨이트 챔피언 최장수라고 한다. 대박이다.

## Professional wrestling highlights
- Finishing moves
  - Crossface - 2023
  - Diving splash
  - Gojira Clutch (Rear naked choke)
  - Heel hook - 2023
  - Lariat
  - Last Symphony (Sitout powerslam) - 2022-present
  - STF (Stepover toehold facelock) - 2024
  - Powerbomb
  - Spinning side slam - 2021
- Signature moves
  - Back chop
  - Body slam
  - Boston crab
  - Jumping big boot
  - Knife edge chop
  - German suplex
- Nicknames
  - "Der Bülle aus Wien"
  - "Der Ringgeneral"/"The Ring General"
  - "Man Mountain"
- Entrance themes
  - "Where The Devil Don't Stay" by Drive-By Truckers (Independent circuit; 2005-2014)
  - "IV Allegro con Fuoco by Antonín Dvořák (Independent circuit/Progress/wXw/WWE NXT UK/WWE NXT; 2016-2022; used as a member of Imperium)
  - "General" by	Def Rebel (WWE; 2022; used as a member of Imperium)
  - "Prepare To Fight" by Def Rebel (WWE; 2022-2023; used as a member of Imperium)
  - "Sacred" Def Rebel (WWE; 2023-present; used as a member of Imperium)

## 기타
- 이시이 토모히로의 제자이다.

- 과거엔 유부남이었지만 이혼했고 이후로 WWE NXT UK에서 같이 활동했던 여성 프로레슬링선수 지니와 교제 끝에 결혼했다.

- 브록 레스너를 드림매치 상대로 꼽았고 과거 브록 레스너의 팬이었다고 한다.

- 원래 몸 곳곳에 살집이 있는 편이었지만 2022년 빈스 맥마흔에게 체중 감량을 지시 받으면서 살을 빼게 되었다. 확실히 이전보다 날렵한 모습이 되었으며 체중 감량을 성실히 해낸 것에 대한 보답인지 메인 로스터에 올라와서도 인터컨티넨탈 챔피언에 등극하는 등 괜찮은 푸시를 받고 있다.

- 다만 후술되었다시피 군터를 푸시한 건 트리플 H이지 빈스가 아니다. 빈스는 군터에게 거의 관심도 없었으며 군터에게 인터컨티넨탈 챔피언을 줬다고는 하지만 애시당초 인터컨티넨탈 챔피언십 자체가 클래시 앳 더 캐슬에서 군터 vs 쉐이머스 경기를 하기 전에는 몇 년 동안 PLE에서 시합 한 번 없었을 정도로 관심 밖이었다. 또 사실 빈스는 군터 뿐 아니라 다른 유럽 출신 레슬러에게도 그리 관심이 없는 편이라고 한다. 애초에 빈스 맥맨이 각본 실권을 쥐고 있을 때는 로만 레인즈와 그가 쥐고 있는 메인 타이틀 이외 챔피언십은 제대로 된 스토리 각본도 없는 무근본 대립만 이어지며 위상이 죄다 땅에 쳐박힌 상태였고, 이유는 알 수 없지만 빈스의 원래 계획은 메인 로스터에서 군터의 위상을 최대한 박살낸 뒤 WWE NXT로 돌려보내는 것이었다고 한다. 이 덕분에 트리플 H 체제 최대 수혜자 중 한명으로 꼽힌다.

- 빈스 맥마흔이 은퇴하고 트리플 H가 각본 총책임자가 된 이후에는 임페리움의 재결성 및 WWE NXT 시절의 입장곡도 돌려받으며 한층 더 쇼에서 존재감이 커졌다. 클래시 앳 더 캐슬에서는 셰이머스와 명경기를 만들어낸 등 메인 챔피언인 로만 레인즈가 파트타이머라 쇼에 결장하는 일이 많은 와중에 미들급 타이틀 챔피언인 군터에게 계속해서 기회가 주어질만한 상황이 이어지고 있다. 트리플 H 체제 들어선 이래로 로얄럼블 1번 출전으로 탑 2까지 가거나, 인터컨테넨탈 챔피언십 장기집권 등 트리플 H가 차세대 메인이벤터로 착실하게 키우고 있는 레슬러이다.

- 이름 표기와 발음이 왔다갔다하는데 초기에는 본명인 발터를 영어식으로 읽은 월터가 링네임이었다가 다시 군터로 바꾸었는데 현지 미국에서는 본인의 요청으로 미국식 영어인 건터가 아닌 군터라고 발음한다. 그래서 한국에서도 이젠 군터라 많이 부르는 추세

- 2022년 6월 WWE 인터컨티넨탈 챔피언십에 등극한 이후 장기집권을 이어가고 있는 중이지만 그만큼 엄청난 경기력으로 보답을 해주니 아무도 반감 가지는 사람이 없다. 그에 걸맞게 위상도 상당한 수준으로 WWE 로얄 럼블 2023 경기에서 1시간 11분을 버팀으로써 레이 미스테리오를 제치고 역대 로얄럼블 단일 경기 최장시간 생존 기록을 갈아치우고 WWE 레슬매니아 39에서 전 월드챔피언이였던 드류와 쉐이머스를 상대로 승리를 거두면서 거의 대적자가 없는 수준에 이르를 정도 그렇다보니 아예 이참에 기믹 원툴에 불과했던 홍키 통크 맨의 최장 기간 보유 기록을 갈아치울 것 이라는 예상이 대다수다. 사실 군터는 이미 NXT 유나이티드 킹덤 챔피언시절 무려 870일이라는 엄칭난 장기집권을 한바가 있다. 즉 이제와서 WWE 인터컨티넨탈 챔피언의 최장기록을 세운다고해도 그다지 이상하지는 않은 것이다. 조금만 더 버티면 홍키 통크 맨의 인컨챔 최장기록을 깰 수 있다.

- 동시기에 비슷한 위상의 챔피언으로 활동을 하고 있는 오스틴 씨어리와 비교하면 이쪽이 좀 더 평가가 좋다. 오스틴 씨어리는 전형적인 비열한 악역식 운영으로 챔피언을 유지하고 있는 반면, 군터는 임페리움의 수장으로서 임페리움 멤버들을 이용하여 반칙으로 이긴다는 전략을 사용할 수 있음에도 일절 사용하지 않고 오히려 경기가 시작되면 임페리움 멤버들이 알아서 퇴장하여 군터와 도전자간에 정정당당한 1:1 매치를 하고 계속 승리를 이어나가는 방식이다 보니 더 고평가를 받고 있다.

## 수상
- 매치 오브 더 이열 (2020) - 일자 드라구노프
- 디펜던트 월드 인터넷웨이트 챔피언 (1회)
- 매치 오브 더 이열 (2022) - 쉐이머스 엑트 WWE 클래시 앳 더 캐슬 2022
- EWP 월드 태그팀웨이트 챔피언 (1회) - 마이클 코우박
- 인피니티 트로피 (2018)
- GSW 월드 태그팀웨이트 챔피언 (1회) - 로버트 드레이스커
- OTT 월드 챔피언 (1회)
- 프로그레스 월드 아틀라스웨이트 챔피언 (3회)
- 프로그레스 월드 유니파이드 챔피언 (1회)
- PWF 월드 노르드로피슈 레슬링 마이스터샤프웨이트 챔피언 (1회)
- PWG 월드 헤비웨이트 챔피언 (1회)
- 랭크드 넘버 14 오브 더 탑 500 싱글즈 레슬링 인 더 PWI 500 인 2019
- 20 맨 할로윈 럼블 (2006)
- RoE 킹 오브 유럽 1위 컨텐더스 챔피언 토너먼트 (2007)
- TNT 월드 챔피언 (1회)
- wXw 월드 유니파이드 레슬링웨이트 챔피언 (3회)
- wXw 월드 태그팀웨이트 챔피언 (4회) - 일자 드라구노프 (1회), 로버트 드레이스커 (1회), 티모스 대처 (1회), 잭 사브르 주니어 (1회)
- wXw 월드 16 캐럿 골드 토너먼트 (2010)
- wXw 월드 태그팀웨이트 토너먼트 (2015) - 잭 사브르 주니어
- 월드 태그팀웨이트 리그 (2017) - 잭 사브르 주니어
- 앰비션 일레번 토너먼트 (2019)
- 유럽 MVP (2018-2020)
- WWE 월드 헤비웨이트 챔피언 (신 버전) (2회)
- WWE 월드 인터콘티넨탈웨이트 챔피언 (1회)
- WWE NXT 월드 유나이티드 킹덤웨이트 챔피언 (1회)
- WWE 킹 오브 더 링 2024 우승